# Martine Kelly
Pour les articles homonymes, voir Kelly et Henrard.
Martine Henrard, dite Martine Kelly, est une actrice, chanteuse et productrice française née le 15 février 1945 dans le 14e arrondissement de Paris et morte dans la même ville le 4 juin 2011 dans le 15e arrondissement de Paris.

## Biographie

### Contexte familial
Martine Marie-Hélène Henrard, née le 15 février 1945 à Paris dans le 14e arrondissement,, est l'aînée de quatre enfants et sa famille paternelle est originaire de Belgique.
Son père, Jacques Henrard (22 juin 1924 - 15 mai 2006), avocat d'affaires dans des compagnies pétrolières, émigre aux États-Unis peu de temps après la Seconde Guerre mondiale et obtient la nationalité américaine.
Sa tante est Fabienne Henrard (1918-2012), pianiste et 1er Prix de piano au Conservatoire national de musique et d'art dramatique à Paris en 1941. Elle est professeur de piano au Conservatoire de Casablanca et de Rabat au Maroc.
Son oncle, Georges Friboulet (1910-1992), époux de Fabienne Henrard, est aussi un pianiste de renom et un compositeur. Il est le directeur du conservatoire de musique de Casablanca de 1951 à 1957 et par la suite, assistant technique aux affaires musicales au Conservatoire national supérieur de musique à Paris de 1964 à 1978.
Son grand-père, Jean Victor Henrard (1891-1979), officier militaire pendant la Première Guerre mondiale, est quant à lui fondé de pouvoir dans la banque et au siège d'Électricité de France,. Il s'est marié le 31 décembre 1917 à Paris dans le 13e arrondissement avec Renée Léonie Louise Bellenot (1898-1977). Dans cette dernière lignée artistique, citons Philippe Eugène Bellenot (1860-1928), pianiste, maître de chapelle à l'église Saint-Sulpice de Paris pendant 40 ans et Félix Eugène Bellenot (1892-1963), artiste peintre.
Sa famille installée aux États-Unis, Martine a la double nationalité franco-américaine et elle vit toute son enfance en Californie. Son père travaillant pour les compagnies pétrolières est affecté au début des années 1960 en Libye, où des gisements de pétrole sont découverts en 1959. L'United States Air Force est installée dans le nord-ouest du pays depuis janvier 1943 sur la base de Mellaha, rebaptisée Wheelus Field Air, le 17 mai 1945. Plus de 4 600 Américains sont ainsi stationnés sur les rives libyennes de la Méditerranée. Une école secondaire est installée à la base aérienne de Wheelus Air Base, à 11 km de Tripoli. Les enfants du personnel militaire de la Force aérienne, du département d'État des États-Unis, des différents organismes et entreprises privées, sont alors scolarisés dans cet établissement. Martine Henrard intègre l'une de ces classes en 1962, avant de revenir en France.

### Carrière
Martine Henrard commence sa carrière de comédienne sous son véritable nom au théâtre Marigny le 2 juin 1966, dans la pièce de Jacques Deval, La Prétentaine, sous la réalisation de Pierre Sabbagh. Elle interprète le personnage de Barbara, aux côtés de Geneviève Fontanel, Michel Creton, Jess Hahn et Emmanuelle Parèze. Cette pièce est diffusée à la télévision le 26 janvier 1967 dans le cadre de l'émission Au théâtre ce soir.
Pour ses débuts au cinéma, Martine Henrard choisit un pseudonyme anglophone : Kelly. Est-ce en référence à son enfance californienne, à son séjour en Libye ou à Grace Kelly, actrice américaine devenue princesse de Monaco et dont la célébrité marque de son empreinte les générations ? Les deux premiers rôles de Martine en 1967 sont ceux d'une jeune anglaise et cette attribution simultanée a-t-elle aussi influencé le choix de la jeune actrice pour son nom d'artiste ?
Martine Kelly interprète en effet le personnage de Gill, une petite britannique ambitieuse apprentie modéliste dans le film d'Étienne Périer, Des garçons et des filles, suivi de Shirley Mac Farrell dans Les Grandes Vacances de Jean Girault, avec Louis de Funès. Les deux acteurs se retrouvent en 1969 dans  Hibernatus d'Édouard Molinaro et en 1970 dans L'Homme orchestre de Serge Korber.
En 1973, le réalisateur Samy Pavel confie à Martine Kelly le rôle principal féminin, Anne, dans son long métrage Miss O'Gynie et les Hommes fleurs. Elle tente de reconquérir son ancien amant, Pierre (Richard Leduc), alors que celui-ci est en couple avec un autre homme, Yves (Niels Arestrup). Son personnage de journaliste de mode à la passion destructrice se trouve confronté à l'homosexualité masculine — un sujet sensible à cette époque — qu'elle rejette faute de compréhension et au vu de ses sentiments personnels. Quatre ans après le tournage, Martine Kelly officialise sa relation avec son partenaire de cinéma, Richard Leduc.
Par trois fois en 1972 et 1973, elle seconde Les Charlots dans Les Fous du stade de Claude Zidi, Les Charlots font l'Espagne de Jean Girault, et Le Grand Bazar de Claude Zidi à nouveau. Nous retrouvons Martine Kelly avec le personnage furtif de Thérèse, dans le film érotique Histoire d'O de Just Jaeckin.
Martine Kelly commence à la télévision en 1969, dans une série populaire de feuilletons quotidiens en vingt épisodes, Candice, ce n'est pas sérieux de Lazare Iglesis, où elle tient le rôle principal.
Martine Kelly participe le 30 mai 1969 à la comédie musicale, Hair, avec Julien Clerc au théâtre de la Porte-Saint-Martin pour jouer le rôle de Crissy. Parallèlement, elle se lance dans la chanson et enregistre deux disques sur des compositions de Guy Skornik, mais qui n'ont pas le succès escompté. Il s'agit de My name is Kelly en 1970 avec les arrangements de William Sheller et Les Frayeurs d'Aldebert en 1972. Elle incarne la productrice dans une autre comédie musicale télévisée, Émilie ou la Petite Sirène 76, où elle chante Dans un beau show, accompagnée au piano par Michel Berger.
Elle joue dans plusieurs pièces de théâtre avant de s'orienter définitivement vers la production au début des années 1990. Martine Kelly produit notamment : La Passion Van Gogh de Samy Pavel en 1990, Orlando de Sally Potter en 1992, Une trop bruyante solitude de Vera Caïs en 1995 et Berlin Niagara de Peter Sehr en 1997.

### Vie privée
Elle se marie en premières noces avec l'acteur Richard Leduc le 28 mai 1977 à Étiolles dans le département de l'Essonne, mais le couple divorce cinq ans plus tard, le 1er juillet 1982. Martine Kelly abandonne sa carrière de comédienne pour devenir productrice et bien après sa séparation, elle fait la connaissance de Georges Hoffman. Ce dernier est le frère de Boris Hoffman qui dirigeait l'une des quatre plus grandes agences littéraires françaises. Georges Hoffman également producteur de films,, devient l'associé et le compagnon de Martine Kelly. Il prend la succession de son frère en 2007.
Atteinte d'un cancer et sentant sa fin proche, Martine Kelly officialise son union avec Georges Hoffman par un second mariage dans le 8e arrondissement de Paris, le 24 mai 2011. Ce moment de bonheur est de courte durée. Moins de deux semaines après la cérémonie, Martine Kelly meurt des suites de sa longue maladie à l'âge de 66 ans, le 4 juin 2011 à Paris dans le 15e arrondissement à la Maison médicale Jeanne-Garnier.
Les cendres de Martine Kelly reposent au San Carlos Cemetery — lieu où son père est inhumé — dans la ville de Monterey (Comté de Monterey), État de Californie aux États-Unis.

La plaque funéraire porte l'inscription gravée suivante, en mémoire de Martine Kelly : 

« Belle, généreuse, franche et passionnée, ton talent brille pour tous ceux qui t'aiment. »

## Filmographie

### Cinéma
- 1967 : Les Grandes Vacances de Jean Girault : Shirley Mac Farrell
- 1967 : Des garçons et des filles d'Étienne Périer : Gill
- 1969 : Hibernatus d'Édouard Molinaro : Sophie
- 1970 : L'Homme orchestre de Serge Korber : La danseuse qui se marie
- 1970 : La Dame dans l'auto avec des lunettes et un fusil d'Anatole Litvak : Kiki
- 1972 : La Guerre des espions de Jean-Louis van Belle : Bastos
- 1972 : Les Fous du stade de Claude Zidi : Délice
- 1972 : Les Charlots font l'Espagne de Jean Girault : Une terroriste
- 1973 : Le Grand Bazar de Claude Zidi : Une cliente de la discothèque
- 1974 : Miss O'Gynie et les Hommes fleurs de Samy Pavel : Anne (Miss O'Gynie)
- 1974 : Marseille contrat (The Marseille contrat) de Robert Parrish : Janet
- 1975 : Sérieux comme le plaisir de Robert Benayoun
- 1975 : Histoire d'O de Just Jaeckin : Thérèse
- 1976 : Les Mal Partis de Sébastien Japrisot : Madeleine
- 1977 : La Fille d'Amérique de David Newman : Terry
- 1983 : La vie est un roman d'Alain Resnais : Claudine Obertin
- 1987 : Le Vampire et le Lapin, Court métrage de Boris Bergman
- 1988 : Les Pyramides bleues d'Arielle Dombasle : la femme au bar

### Télévision
- 1969 : Candice, ce n'est pas sérieux, de Lazare Iglesis (série télévisée) : Candice
- 1970 : Tango, de Jean Kerchbron (Téléfilm) : Aline
- 1974 : Au théâtre ce soir : L'Or et la paille de Pierre Barillet et Jean-Pierre Grédy, mise en scène Jacques Sereys, réalisation Georges Folgoas, Théâtre Marigny : Géraldine
- 1975 : Les Mohicans de Paris, Série TV réalisé par Gilles Grangier d'après Alexandre Dumas : Julie Armand
- 1976 : Émilie ou la Petite Sirène 76, comédie musicale de Michel Berger, réalisation de Marion Sarraut : la productrice
- 1978 : Cinéma 16, série télévisée, épisode La Discorde réalisé par Georges Franju : Miss Hopkins
- 1978 : The Pirate, Télésuite de Ken Annakin : Marguerite
- 1979 : Au théâtre ce soir : Ne quittez pas de Marc-Gilbert Sauvajon & Guy Bolton, mise en scène de Max Fournel, réalisation Pierre Sabbagh, Théâtre Marigny : Suzy
- 1980 : Au théâtre ce soir : La Prétentaine de Jacques Deval, mise en scène Robert Manuel, réalisation Pierre Sabbagh, Théâtre Marigny : Barbara
- 1982 : Les Amours des années grises, série télévisée de Jean Duché, réalisé par Agnès Delarive : Claude
- 1982 : Au théâtre ce soir : Un dîner intime de Yves Chatelain, mise en scène Robert Manuel, réalisation Pierre Sabbagh, Théâtre Marigny : Solange Fressinet

### Production
- 1990 : La Passion Van Gogh, de Samy Pavel.
- 1992 : Orlando, de Sally Potter.
- 1995 : Une trop bruyante solitude, de Vera Caïs.
- 1997 : Berlin Niagara, de Peter Sehr.

## Théâtre
- 1966 : La Prétentaine de Jacques Deval, mise en scène Robert Manuel, Théâtre Marigny
- 1968 : La Dame de Chicago de Frédéric Dard, mise en scène Jacques Charon, Théâtre des Ambassadeurs
- 1970 : Libres sont les papillons de Leonard Gershe, mise en scène Raymond Gérôme, Théâtre Montparnasse
- 1972 : Duos sur canapé de Marc Camoletti, mise scène de l'auteur, Théâtre Michel
- 1979 : Le Philanthrope de Christopher Hampton, mise en scène Michel Fagadau, Théâtre Montparnasse
- 1981 : Joyeuses Pâques de Jean Poiret, mise en scène Pierre Mondy, Théâtre du Palais-Royal, Théâtre de la Michodière
- 1982 : Un dîner intime de Yves Chatelain, mise en scène Robert Manuel, Théâtre Marigny

## Musique

### Discographie
- 1970 : My name is Kelly, de Guy Skornik, avec les arrangements de William Sheller.
- 1970 : In Pariss, de Jean Bernard et Guy Skornik.
- 1972 : Les Frayeurs d'Aldebert, de Guy Skornik.
- 1972 : Je sais, de Randy Sparks et Guy  Skornik.

### Comédie musicale
- 1969 : Hair, rôle Crissy.
- 1976 : Émilie ou la Petite Sirène 76, rôle la productrice.

#### Vidéographies
- « Michel Berger et Martine Kelly : Dans un bon show », sur Institut national de l'audiovisuel

#### Notices et ressources
- Ressources relatives à l'audiovisuel :   - AllMovie
  - Allociné
  - IMDb
- Ressource relative au spectacle :   - Les Archives du spectacle
- Notices d'autorité :   - VIAF
  - ISNI
  - BnF (données)
  - IdRef
  - Espagne